# Елейн Чао
Елейн Лан Чао (кит.: 趙小蘭, англ. Elaine Lan Chao; нар. 26 березня 1953, Тайбей, Китайська Республіка) — американська політична і державна діячка та економістка, 24-та міністерка праці США (з 2001 до 2009). Працювала в адміністрації Джорджа Буша. 
Веде спільний з Кетрін Тодд Бейлі благодійний проєкт Operation Open Arms для дітей, чиї батьки сидять у в'язницях.

## Життєпис
У 1993 році одружилася з сенатором Мітчем Макконнеллом із Кентуккі. Має дітей.